# Dragoș Neagu
Dragoș Neagu (Bucarest, 28 febbraio 1967) è un ex canottiere rumeno.

## Palmarès

### Olimpiadi
- 1 medaglia:
  - 1 argento (Seul 1988 nel due senza)

### Mondiali
- 4 medaglie:
  - 3 argenti (Copenaghen 1987 nel due senza; Bled 1989 nel due con; Vienna 1991 nel quattro con)
  - 1 bronzo (Indianapolis 1994 nell'otto)